# Забіяка (затока)
Забія́ка — затока у північній частині Охотського моря між півостровом Коні і затокою Бабушкіна на південний схід Тауйської губи в Магаданській області Російської Федерації. Ширина при вході — 34 км, глибина від 40 до 70 м. Описана 1897 року екіпажем крейсера «Забіяка», ним названа на честь свого корабля.
Західний берег затоки протяжністю 2,5 км від мису Корнілова високий і скелястий. Далі на північ берег знижується і має вигляд обивистого побережжя, облямованого вузькою піщано-галечною смугою. Північний берег являє собою невисокий обрив. У східну частину цього берега вдається бухта Сиглан. Східний берег затоки утворений крутими схилами висотою 600 м.